# Citrina
La citrina, o quars citrí, és una varietat de quars de color groc. El seu nom prové del llatí citrus, "llimona".
És un mineral rar de trobar a la naturalesa, i té les mateixes propietats que el quars, com una duresa 7 a l'escala de Mohs. La causa del seu color és encara objecte de debat. Algunes citrines reben el seu color per irradiacions basades en alumini, relacionades amb les del quars fumat. En conseqüència, es troben quarsos amb colors en transició cap al quars fumat. També s'ha suggerit que el ferro és la causa del color, perquè el creixement de cristalls artificials cultivats en una solució de ferro resulten de color groc. El comportament dicroic dels cristalls cultivats en laboratori difereix de la del quars citrí natural. També s'hi poden trobar recobriments de primes capes d'òxids de ferro sobre quars incolor, així com inclusions d'òxids de ferro grocs, normalment limonita, arribant a simular el quars citrí.
Quan el quars ametista o el quars fumat s'escalfen entre els 200 °C i els 500 °C es tornen de color groc. Gràcies a aquest tractament, la utilització del quars citrí ha passat a ser més comuna. Brasil és el principal productor de citrina, amb gran part de la seva producció procedent de l'estat de Rio Grande do Sul.
El Golden One és com es coneix un cristall de quars citrí desenterrat a Zàmbia de 900 quilos, notable per la seva grandària, claredat interna i color daurat. El seu pes final aproximat és de 3.178.000 quirats.